# Antonio Benedico Siso
Antonio Benedico Siso (Barcelona, 20 de març de 1920 - Barcelona, 30 de novembre de 1943) fou un futbolista català de la dècada de 1940.

## Trajectòria
Va jugar al FC Barcelona durant la Guerra Civil. Finalitzada la mateixa, defensà els colors del CE Manresa durant tres temporades, i de la UE Sant Andreu. Va morir a conseqüència d'un xoc amb un adversari en un partit Gràcia-Sant Andreu.
El seu germà Luis Benedico Siso també fou futbolista.

## Palmarès
- Campionat de Catalunya de futbol:
  - 1937-38